# Ана Рјазинска
Ана Васиљевна (14. април 1501) - Велика кнегиња Рјазанска, супруга великог кнеза Рјазанског Василија Ивановича, једина ћерка великог кнеза московског Василија Слепог из брака са боровском принцезом Маријом Јарославном.

## Биографија
Након очеве смрти 1462. године, њен старији брат, Иван III Васиљевич, преузео је старање о њој. Наследивши очеву интелигенцију, жудњу за моћи и упорност, Ана Васиљевна је рано научила да сакрива своје намере и подвргава друге људе свом утицају.
Ану Васиљевну је подигао њен брат заједно са наследником Рјазанског престола. Марија Јарославна, удовица царица,  је искористила сав свој утицај на свог сина Ивана III да одложи припајање Рјазања Московској кнежевини, наводећи чињеницу да није у реду да се велики кнез московски кнез сроди са својим служећим кнезом-бојаром када се указала прилика да своју сестру уда за великог кнеза Рјазања.
Иван III је послушао овај аргумент и, неочекивано за све, пустио је у лето 1464. 16-годишњег Василија Ивановича у Рјазањ да самостално влада. „И исте зиме, месеца јануара, дође у Москву и узе себи сестру великог кнеза, по имену Ану, и венчаше се у Пречистој саборној цркви у Москви на Недељу блудника, а исте недеље, на празник 3., светитељ отиде у своје отачаство у Рјазањ са кнегињом”.
1483. године, током црквене службе, изненада је умро њен 35-годишњи муж Василиј Иванович. Под изговором малолетности њиховог 16-годишњег сина Ивана, Ана Васиљевна је преузела управљање кнежевином и водила је тако вешто да је убрзо значајно проширила границе Рјазанске кнежевине, која је достигла свој процват.
Честим путовањима у Москву, Ана Васиљевна је успела да придобије свог брата толико да је пристао на присаједињење апанажне Пронске кнежевине Рјазању. Али Ана Василиевна се није зауставила на томе. Јужно од феуда Пронска простирала се ненасељена, безгранична „Рјазанска Украјина“, која је дуго служила као спорна територија између Москве и Рјазања, иако у ствари огромне донске степе, окупиране од номада, нису припадале ниједној кнежевини. Будући да је Рјазанска кнежевина одсечена од ових степа, Москва их није могла населити, али је ипак у својим уговорима са Рјазаном обавезала овог другог да их не насељава и строго је пратила поштовање ових обавеза. У међувремену, тајно из Москве, током низа година ове степе су биле насељене енергично и са значајним успехом. Велика кнегиња је својим службеницима дала веома значајне парцеле земље у донским степама као баштину, а на самом Дону, јужно од Данкова, дала је имања „Рјазанским козацима“, односно истовремено је за себе стекла и земљопоседнике-племиће и гардијску војску. Племићи који су се доселили у Степу добили су право, у име Велике кнегиње, да ослободе пореза на 3-7 година оне сељаке који су пристали да заувек остану у Степи. Непријатељи су обавестили Москву о тајним акцијама Ане Васиљевне, али тамо нису хтели да верују у то или се нису усуђивали да је спрече. Међутим, у августу 1497, када је све већи број пријава повећао сумњу Ивана III, Ана Васиљевна је одлучила да оде код свог брата да лично одагна његове страхове. Хронике бележе да је у Москви дочекана „са невиђеном чашћу“. Једно од најважнијих питања њене посете Москви било је уређење удаје њене ћерке за принца Фјодора Ивановича Белског, а у престоници је остала до празника Богојављења. Потом је у јануару 1498. отишла у Рјазањ, о чему је хроничар оставио белешку: „Велики кнез ју је пустио са великом чашћу и са многим даровима, а кнез Јуриј и бојари су је допратили у Угреш. У Николо-Угрешки манастир ју је пратио нећак, други син великог кнеза Ивана III из брака са Софијом Фоминичном Палеолог, кнез Јуриј Иванович.
„Велики кнез ју је часно дочекао у Вспољу, у Болванову, са својим унуком, децом и бојарима, као и велика кнегиња Софија са својом снајом, великом кнегињом Еленом, и бојарима. А велика кнегиња Ана је остала у Москви до Богојављења“.
Активности Ане Васиљевне у унутрашњем управљању кнежевином нису биле ништа мање плодне. Са запада, кроз степе и са југа, река Дон је водила преко Рјазања до Москве, путеви из Европе и Истока. Ана Василиевна је позвала пролазне научнике и занатлије да се населе у Рјазањској кнежевини. Тако су се током њене владавине развијале и изнова настајале разне уметности и занати: иконопис, урбанизам, цеварство, ткање итд. Она је градила цркве, украшавала оне које су постојале и оснивала убожнице. За време њене владавине подигнуте су црква Јована Златоустог у Перејаслављу-Рјазанском и црква Бориса и Глеба у селу Дедково на Оки итд. Она је доделила имања и земље Солотчинском манастиру и поклонила Рјазањским црквама.
Умрла је 1501. године и сахрањена је у Успенском саборном храму, поред Софије Дмитријевне, ћерке Дмитрија Донског.